# POLM
POLM (англ. DNA polymerase mu) – білок, який кодується однойменним геном, розташованим у людей на короткому плечі 7-ї хромосоми. Довжина поліпептидного ланцюга білка становить 494 амінокислот, а молекулярна маса — 54 816.
| 10         |  | 20         |  | 30         |  | 40         |  | 50         |
| ---------- |  | ---------- |  | ---------- |  | ---------- |  | ---------- |
| MLPKRRRARV |  | GSPSGDAASS |  | TPPSTRFPGV |  | AIYLVEPRMG |  | RSRRAFLTGL |
| ARSKGFRVLD |  | ACSSEATHVV |  | MEETSAEEAV |  | SWQERRMAAA |  | PPGCTPPALL |
| DISWLTESLG |  | AGQPVPVECR |  | HRLEVAGPRK |  | GPLSPAWMPA |  | YACQRPTPLT |
| HHNTGLSEAL |  | EILAEAAGFE |  | GSEGRLLTFC |  | RAASVLKALP |  | SPVTTLSQLQ |
| GLPHFGEHSS |  | RVVQELLEHG |  | VCEEVERVRR |  | SERYQTMKLF |  | TQIFGVGVKT |
| ADRWYREGLR |  | TLDDLREQPQ |  | KLTQQQKAGL |  | QHHQDLSTPV |  | LRSDVDALQQ |
| VVEEAVGQAL |  | PGATVTLTGG |  | FRRGKLQGHD |  | VDFLITHPKE |  | GQEAGLLPRV |
| MCRLQDQGLI |  | LYHQHQHSCC |  | ESPTRLAQQS |  | HMDAFERSFC |  | IFRLPQPPGA |
| AVGGSTRPCP |  | SWKAVRVDLV |  | VAPVSQFPFA |  | LLGWTGSKLF |  | QRELRRFSRK |
| EKGLWLNSHG |  | LFDPEQKTFF |  | QAASEEDIFR |  | HLGLEYLPPE |  | QRNA       |

A: Аланін

C: Цистеїн

D: Аспарагінова кислота

E: Глутамінова кислота

F: Фенілаланін

G: Гліцин

H: Гістидин

I: Ізолейцин

K: Лізин

L: Лейцин

M: Метіонін

N: Аспарагін

P: Пролін

Q: Глутамін

R: Аргінін

S: Серин

T: Треонін

V: Валін

W: Триптофан

Кодований геном білок за функціями належить до трансфераз, фосфопротеїнів. 
Задіяний у таких біологічних процесах, як пошкодження ДНК, репарація ДНК, рекомбінація ДНК, альтернативний сплайсинг. 
Білок має сайт для зв'язування з іонами металів, іоном магнію. 
Локалізований у ядрі.